# Великий ураган 1780 року
Великий ураган 1780 року (англ. Great Hurricane of 1780), також відомий як ураган Сан-Каліксто (англ. Hurricane San Calixto) та Великий антильський ураган (англ. Great Hurricane of the Antilles) — найсмертоносніший тропічний циклон Північноатлантичного басейну за всю історію спостережень. Жертвами урагану, що бушував з 10 по 16 жовтня 1780 року, за деякими даними стали понад 27,5 тисяч осіб на Малих Антильських островах. Точні дані про шлях і силу урагану невідомі, оскільки офіційну базу даних щодо ураганів почали вести тільки з 1851 року.
Коли ураган обрушився на Барбадос, швидкість вітру, ймовірно, перевищувала 90 м/с. Найнижчий атмосферний тиск в центрі урагану впав до 886 гПа (665 мілітетрів ртутного стовпчика) Потім тропічний циклон пройшов через Мартиніку, Сент-Люсія і Сінт-Естатіус, на кожному з яких реєструвалися тисячі загиблих. Оскільки ураган трапився під час Американської революції, він серйозно потріпав флоти Франції та Великої Британії, що знаходилися в цьому районі. Потім ураган пройшов поруч з Пуерто-Рико і над східною частиною острова Гаїті, де завдав сильних збитків в прибережних районах, і повернув на північний схід. В останній раз його спостерігали 20 жовтня на південний схід від острова Ньюфаундленд.
Число жертв Великого урагану було більшим, ніж за будь-яке десятиліття атлантичних ураганів, й помітно більше, ніж від урагану Мітч — другого за числом жертв атлантичного урагану. Великий ураган був частиною тяжкого сезону 1780 року, протягом якого пройшли ще два великих урагани.

## Метеорологічна історія
Точне місце виникнення урагану невідомо, хоча сучасні дослідники вважають, що він зародився поруч з Кабо-Верде на початку жовтня, тобто характеризується як тропічний циклон кабовердійського типу. У міру просування на захід, ураган посилювався і виріс в розмірах. Увечері 9 жовтня він почав впливати на погоду на Барбадосі. Увечері 10 жовтня страшний ураган пронісся над островом. Вранці 11 жовтня ураган повернув на північний північний захід приблизно за 90 км від східного берегу Сент-Люсії і до ночі наблизився до острова Мартиніка. Коли циклон пройшов на північний захід від Домініки і обрушився на Гваделупу вранці 12 жовтня, він почав поступово втрачати силу.
Після Гваделупи ураган повернув на північний захід і пройшов приблизно за 145 км на південний захід від острова Сент-Кіттс, наближаючись до Пуерто-Рико. 14 жовтня він підійшов до південного берега острову, повернув на північний захід, пройшовши по острову і протоці Мона, і вийшов на сушу на острові Гаїті в районі сучасної провінції Самана. Увечері 15 жовтня ураган вийшов у Атлантичний океан і, пройшовши за 260 км на схід від острова Гранд-Терк, повернув, як припускають, на північний схід. 18 жовтня Великий ураган пройшов за 240 км на південний схід від Бермудських островів, а через два дні спостерігався приблизно за 475 км на південний схід від міста Кейп-Рейс, Ньюфаундленд.
На північному сході Флориди 19 жовтня спостерігалися сильний вітер і високі хвилі. За сучасною версією, ураган пройшов до цього південному штату набагато ближче, ніж припускали раніше. Подібні явища також могли бути обумовлені впливом іншої бурі на заході Карибського моря. Через недостатність даних, точний шлях Великого урагану залишається невідомим.

## Завданий збиток
Великий ураган бушував біля Барбадосу протягом 2 днів, викликаючи вітри, що за словами очевидців «настільки приголомшували, що люди не чули свого голосу». Вітер здирав кору з дерев перед тим, як їх все ж таки повалити. Це явище не спостерігалося ні в одному з найсильніших сучасних тропічних циклонів, а за оцінками метеоролога доктора Хосе Мілласа для цього була необхідна швидкість вітру понад 90 м/с. Вітер також знищив всі будинки та фортифікаційні споруди на острові, а також зірвав більшість кораблів з місць їх швартування і пересунув важкі гармати на 30 метрів. Тропічний циклон призвів до загибелі близько 4,5 тис. осіб на острові.
На острові Сент-Вінсент ураган знищив 584 з 600 будівель Кінгстауна. Біля острова Гренада було потоплено 19 голландських кораблів. На Сент-Люсії великі хвилі і штормовий приплив в порту Кастрі знищив флот британського адмірала Джорджа Брайджеса Родні, причому один з кораблів завдав шкоди міській лікарні, впавши на неї. Ураган знищив у Кастрі всі будови, окрім двох, і забрав життя близько 6 тис. осіб на цьому острові.
Сорок кораблів французького флоту, що брали участь у Війні за незалежність США, були потоплені ураганом біля берегів Мартиніки, в результаті чого потонуло 4 тис. солдатів. Великий ураган викликав штормовий приплив 7,5 м заввишки, який змив всі будинки в місті Сен-П'єр; число жертв на цьому острові склало 9 тис. осіб. Серйозний збиток був нанесений островам Домініка, Гваделупа, Антигуа і Сент-Кіттс, хоча число жертв на цих островах невідомо. Крім того, на берег Сент-Кіттс було вимито безліч кораблів. Штормовий приплив також пройшовся по острову Сінт-Естатіус, привівши до загибелі від 4 до 5 тис. осіб.
Значні руйнування були відмічені на півдні Пуерто-Рико, в основному в містах Кабо-Рохо і Лахас. Ураган також торкнувся східних районів Домініканської Республіки. У районі Бермудських островів він посадив на мілину півсотні суден.